# بارك يون-كي
بارك يون-كي (هانغل: 박윤기) هو لاعب كرة قدم كوري جنوبي في مركز الهجوم، ولد في 10 يونيو 1960 في تيبيك في كوريا الجنوبية. شارك مع منتخب كوريا الجنوبية تحت 20 سنة لكرة القدم. أما مع النوادي، فقد لعب مع جيجو يونايتد وسانفريس هيروشيما ونادي سول.

## وصلات خارجية
- بارك يون-كي على موقع الاتحاد الدولي (مؤرشف)  (الإنجليزية)
- بارك يون-كي على موقع دوري كوريا الجنوبية (الإنجليزية)
- بارك يون-كي على موقع ناشيونال فوتبول تيمز (الإنجليزية)
- بارك يون-كي على موقع عالم كرة القدم.نت (الإنجليزية)